# Nouste Camp
Nouste Camp este un stadion de fotbal și un complex sportiv situat în suburbia Pau din Bizanos, Franța. Stadionul pe care joacă meciurile de pe teren propriu echipa Pau FC, este cel mai mic stadion din Ligue 2 2022-2023, cu o capacitate de 4.031 locuri.
Inaugurat sub numele de Nouveau Stade de Pau în 2018, stadionul este noul stadion cu specific fotbalistic al echipei Pau FC. După ce renovările au fost finalizate în 2021 pentru a se conforma cerințelor Ligue 2, terenul a fost redenumit Nouste Camp, care înseamnă „terenul nostru” în dialectul bearnez.
Clubul a folosit o varietate de terenuri din Pau pentru meciurile de pe teren propriu între anii 1959 și 2018.